# Rikke Hørlykke
Rikke Hørlykke Bruun Jørgensen (født 2. maj 1976 i Vejle) er en dansk håndboldspiller.
Hørlykke har spillet for Ballerup, Værløse Håndboldklub, Virum-Sorgenfri Håndboldklub, Lützellinden i Tyskland, FIF, GOG og Slagelse DT og debuterede på kvindelandsholdet i 2000. Hun vandt EM-guld i 2002, OL-guld i 2004, Champions League og DM-guld i 2005. I løbet af karrieren nåede hun at spille 125 landskampe og scorede 234 mål.
Rikke Hørlykke medvirkede i 2007 i TV 2's fredagsunderholdningsprogram Vild med dans. Året forinden debuterede hun som tv-vært på et håndboldprogram på TV3+.
Rikke Hørlykke er vært på det nye Kanal 5 sportsprogram Spartan Danmark med start optagelser den 28. oktober 2016 i Frederiksværk.
Rikke Hørlykke fungerer i dag som personlig træner på Kurhotel Skodsborg

## Privat
Privat har hun siden 2000 været gift med håndboldspilleren Klavs Bruun Jørgensen. De blev forældre til sønnen Aksel i 2006, og derfor stoppede Hørlykke med håndbold i udgangen af juni 2006. De blev forældre til datteren Karla i 2010.